# Welcome to Night Vale
Welcome to Night Vale (en français, Bienvenue à Night Vale) est un podcast audio américain, un type de radio communautaire pour la ville fictive Night Vale, située quelque part dans le Sud-Ouest des États-Unis. Il a été créé par Joseph Fink et Jeffery Cranor, et publié par Commonplace Books. L'hôte, personnage principal et narrateur est Cecil Gershwin Palmer (Cecil Baldwin), les personnages secondaires sont quelquefois joués par des guest stars. Joseph Fink déclare, dans une interview avec NPR, que l'émission a commencé avec l'idée d'une ville dans le désert où toutes les théories du complot sont réelles.
Chaque épisode présente un morceau de musique dans sa "section météo" d'un artiste indépendant différent. Le thème musical de l'émission est composé par le musicien Disparition. En juillet 2013, Welcome to Night Vale devient le podcast le plus téléchargé sur iTunes.
Un roman écrit par Joseph Fink et Jeffrey Cranor a été publié en octobre 2015 sous le titre Welcome to Night Vale puis traduit en français et publié par les éditions Bragelonne en mars 2016 sous le titre Bienvenue à Night Vale.

## Personnages
- Cecil Palmer est le personnage principal et narrateur du podcast. Il n'a pas de description physique, ce qui permet aux fans d'avoir sa propre représentation. Nous ne connaissons son âge (même s'il est indiqué dans un des épisodes qu'il a connu la fin de la seconde guerre mondiale). Il voue un véritable culte à Carlos, le scientifique et déteste pour des raisons inconnues Steve Carlsburg.
- Carlos est un scientifique venu à Night Vale pour y étudier les habitants et la ville. Il est décrit comme ayant des cheveux parfaits (qui ont été coupé par le barbier de Night Vale, ce qui a créé un scandale dans les premiers épisodes). Nous ne connaissons pas son âge non plus. Dans la suite des épisodes, nous apprenons qu'il entretient une relation amoureuse avec Cecil Palmer (ils vont même se marier à l'épisode 100).
- Kevin est un personnage chroniqueur à la radio de Desert Bluffs, la ville voisine et rivale de Night Vale. Il est introduit dans l'épisode 19 (A et B), durant la tempête de sable, lorsqu'une sorte de portail s'est créé reliant le bureau de Cecil et de Kevin. Provenant de Desert Bluffs, il voue donc un culte au Smiling God (comme tous les habitants de Desert Bluffs) mais est aussi connu comme un véritable psychopathe. Il est aussi connu comme étant le double de Cecil.
- Steve Carlsburg est considéré comme étant la personne que Cecil déteste le plus dans Night Vale, sans que nous sachions les raisons. Il est scorpion (ce qui est assez amusant durant l'horoscope de la radio). Il est le beau-frère de Cecil et est apprécié par Kevin.
- Hiram McDaniel est « littéralement un dragon à cinq têtes ». Chacune de ses têtes ont une couleur et une personnalité bien particulière. Il est devenu un fugitif à la suite de sa tentative d'assassinat sur Dana, le maire de Night Vale. Une de ses têtes Violet a été d'ailleurs tué durant une de ses tentatives d'évasions.
- Dana était initialement un des stagiaires de Cecil. Elle a été envoyée pour faire un reportage mais a été téléportée dans « the desert other world », suivie peu après par Carlos. Elle a réussi à en sortir avec le scientifique et a été élue maire de Night Vale.
- Old Woman Josie est une vieille femme vivant depuis longtemps à Night Vale et connaissant depuis très longtemps Cecil (ce qui pousse les fans à faire des théories sur l'éventuelle immortalité de Cecil). Dans le premier épisode, il est dit que les anges se sont révélés à elle. Elle vit donc avec les Erikas.
- Faceless Woman est une entité qui vit secrètement dans vos maisons et qui a la capacité de déplacer des objets. Elle n’est pas visible directement mais on peut l’apercevoir du coin de l'œil.

## Version française
Welcome to Night Vale était traduit en français au rythme d'un épisode par mois, sous le nom de Bienvenue à Valnuit, par l'équipe des Valnuitains, et produit par Kobal. Bien que la traduction soit autorisée par l'équipe de la version originale, elle n'est pas officielle. L'équipe a arrêté après la sortie de l'épisode 23.